# Aeronáutica Industrial S.A.
Aeronáutica Industrial S.A. was een Spaanse fabrikant van vliegtuigen. Ook produceerde het vrachtwagens met de merknaam Avia (niet te verwarren met de Tsjechische vrachtwagenfabrikant Avia Motors). Het werd in 1934 opgericht en fuseerde tot CASA in 1995. Het kwam voort uit Talleres Loring.
In 1957 begon de firma bestelwagens te bouwen, om later ook vrachtwagens en autobussen te maken. In bijvoorbeeld de Benelux werden deze verkocht onder de merknaam Alas, om verwarring met het (toen nog) Tsjechoslowaakse Avia te voorkomen.